# Tadeusz Orzelski
Tadeusz Orzelski (ur. 30 marca 1894 we Lwowie, zm. 10 listopada 1953 w Krakowie) – polski piłkarz, trener, działacz sportowy, chemik, żołnierz Legionów Polskich. Wieloletni działacz Wisły Kraków.

## Życiorys
Tadeusz Orzelski urodził się we Lwowie, jednak dorastał w Krakowie. Z wykształcenia inżynier chemik. Absolwent Uniwersytetu Jagiellońskiego i Uniwersytetu Oksfordzkiego.
Przed wybuchem I wojny światowej grał w drużynach juniorskich Wisły Kraków, jednak nigdy nie udało mu się przebić do pierwszej drużyny Białej Gwiazdy. W latach 1913–1914 prezesem klubu był jego ojciec, Marian z zawodu urzędnik pocztowy.
W czasie I wojny światowej był żołnierzem Legionów Polskich. Po zakończeniu działań wojennych i odzyskaniu przez Polskę niepodległości, wrócił do Wisły Kraków, tym razem w roli działacza; w latach 1921–1922 zasiadał w komisji kontroli, natomiast w latach 1922–1924 był kierownikiem drużyny Białej-Gwiazdy.
W latach 1923–1926 pracował z PZPN, najpierw jako kronikarz, następnie w Wydziale Gier i Dyscypliny. 10 czerwca 1924 roku w Warszawie prowadził w zastępstwie przebywającego na letnich igrzyskach olimpijskich w Paryżu selekcjonera Adama Obrubańskiego reprezentację Polski w przegranym 2:3 meczu towarzyskim z reprezentacją Stanów Zjednoczonych, w którym zagrała 7 zawodników Wisły Kraków.
W 1924 roku został wybrany wiceprezesem Wisły Kraków, a w 1926 roku wraz z innymi działaczami Wisły Kraków pracującymi z związku musiał ustąpić z zajmowanych stanowisk w wyniku konfliktu z KOZPN (Krakowski Okręgowy Związek Piłki Nożnej, Orzelski również był działaczem) spowodowanego aferą związaną z oskarżeniami o zawodostwo lwowskich klubów i ich zawodników (sprawę badała specjalna komisja PZPN, w której zasiadał Orzelski). W 1929 roku Orzelski wrócił na stanowisko wiceprezesa klubu, w którym w 1933 roku został prezesem, którym pozostał do 1949 roku. Za jego kadencji została utworzona m.in. sekcja bokserka. Równocześnie pracował w Zakładzie Wodociągowym na Bielanach, w którym był najpierw wicedyrektorem, następnie dyrektorem, a w 1935 roku został mianowany dyrektorem Wodociągów i Kanalizacji Królewskiego Stołecznego Miasta Krakowa po przejściu na emeryturę poprzedniego dyrektora, Tadeusza Jaszczurowskiego. W 1938 roku został mianowany wiceprzewodniczącym Oddziału Śląsko-Krakowskiego Polskiego Zrzeszenia Gazowników, Wodociągowców i Techników Sanitarnych. 
We wrześniu 1939 roku po wybuchu II wojny światowej był jednym z inicjatorów powołania jednej z pierwszych organizacji polskiego podziemia, Organizacji Orła Białego, a także pod przykrywką działalności konspiracyjnej pełnił funkcję dyrektora Wodociągów oraz działał w Polskiej Partii Socjalistycznej i w Związku Walki Zbrojnej.
We wrześniu 1940 roku został aresztowany w związku wyrabianiem paszportów dla podziemnych kurierów i trafił do najpierw do więzienia Montelupich, następnie 10 stycznia 1941 roku do obozu koncentracyjnego Auschwitz-Birkenau (nr obozowy 9263). Po kilku miesiąca podczas przewożenia na przesłuchanie do Krakowa odbyła się akcja odbicia Orzelskiego, po czym Orzelski wraz z żoną Janiną udał się najpierw do Warszawy, następnie do podwarszawskiego Międzylesia (od 1951 roku osiedle dzielnicy Warszawy, Wawer), gdzie do końca działań wojennych pod przybranym nazwiskiem dr. Oremusa uczył języka angielskiego.
Po II wojnie światowej wrócił do Krakowa, gdzie ponownie został prezesem Wisły Kraków, Oddziału Krakowskiego Polskiego Zrzeszenia Inżynierów i Techników Sanitarnych (do 1946 roku) oraz dyrektorem Wodociągów.
6 lutego 1949 roku na Walnym Zgromadzeniu Wisły Kraków w Kinie „Scala” w wyniku stalinowskiej reformy polskiego sportu uchwalono o włączeniu klubu do struktur ZS Gwardia, a mający coraz większe problemy ze zdrowiem w wyniku przeżyć wojennych Orzelski stracił stanowisko prezesa klubu i został jego wiceprezesem. W wyniku reformy klub zmienił nazwę na Gwardia Kraków oraz z koszulek zawodników zniknęło logo Białej Gwiazdy.
Zmarł 10 listopada 1953 roku w Krakowie, gdzie został pochowany na cmentarzu Rakowickim, a podczas swojej ostatniej drogi, zgodnie ze swoją wolą, miał na sobie wpiętą złotą odznakę Wisły Kraków, podarowaną przed laty przez zawodników, którzy w ten sposób docenili jego wkład w budowę potęgi klubu.